# Virginia Slims of Chicago 1977
Il Virginia Slims of Chicago 1977 è stato un torneo di tennis giocato sul sintetico indoor. È stata la 6ª edizione del torneo, che fa parte del WTA Tour 1977. Si è giocato all'UIC Pavilion di Chicago, Illinois negli USA dal 7 al 13 febbraio 1977.

## Campionesse

### Singolare
Chris Evert ha battuto in finale  Margaret Court con il punteggio di 6–1, 6–3

### Doppio
Rosemary Casals /  Chris Evert hanno battuto in finale  Margaret Court /  Betty Stöve con il punteggio di 6–3, 6–4